# Голям тлъст лъжец
„Голям тлъст лъжец“ (на английски: Big Fat Liar) е американски комедиен филм от 2002 г. на режисьора Шон Леви, по сценарий на Дан Шнайдер и Брайън Робинс, и във филма участват Франки Мюниц, Пол Джиамати, Аманда Байнс, Аманда Детмер, Доналд Фейсън, Лий Маджърс и Ръсел Хорнсби. Филмът е пуснат в Съединените щати на 8 февруари 2002 г.

## Актьорски състав
| Актьор             | Роля                                    |
| ------------------ | --------------------------------------- |
| Франки Мюниц       | Джейсън Шепърд                          |
| Пол Джиамати       | Марти Улф                               |
| Аманда Байнс       | Кейли, най-добрата приятелка на Джейсън |
| Аманда Детмер      | Монти Къркхам                           |
| Доналд Фейсън      | Франк Джаксън                           |
| Сандра О           | Филис Колдуел                           |
| Ръсел Хорнби       | Маркъс Дънкан                           |
| Майкъл Браян Френч | Хари Шепърд, баща на Джейсън            |
| Кристин Тучи       | Карол Шепърд                            |
| Лий Маджърс        | Винс                                    |
| Ейми Хил           | Жоклин Дейвис                           |
| Джон Чо            | Дъсти Уонг                              |
| Матю Фрауман       | Лестър Голуб                            |
| Спаркъл            | Баба Пърл                               |
| Тара Килиъм        | Брет Калауей                            |
| Алекс Брекенридж   | Джейни Шепърд                           |
| Нед Брауър         | Руди, гадже на Джейни                   |
| Мишел Грифин       | Сандра Дънкан, съпруга на Маркъс        |
| Пат О'Брайън       | Себе си                                 |

## В България
В България филмът е пуснат на 16 август 2002 г. от Съни Филмс Ентъртейнмънт.
На 12 март 2003 г. е издаден на VHS и DVD от Александра Видео.
На 12 септември 2009 г. е излъчен по Нова телевизия.
На 30 октомври 2021 г. се излъчва по каналите на bTV.
Дублажи
| Преводач            | Константин Николов                                                                    |
| Тонрежисьор         | Венцислав Велев                                                                       |
| Режисьор на дублажа | Ралица Ботева                                                                         |
| Озвучаващи артисти  | Силвия Русинова Даниела Йорданова Георги Георгиев-Гого Илиян Пенев Александър Воронов |

| Озвучаващи артисти  | Елисавета Господинова София Джамджиева Момчил Степанов Мартин Герасков Станислав Димитров |
| Преводач            | Невена Генчева                                                                            |
| Тонрежисьор         | Венелин Николов                                                                           |
| Режисьор на дублажа | Веселина Стоилова                                                                         |